# Roel Deseyn
Roel Deseyn (Kortrijk, 14 oktober 1976) is een Belgisch politicus voor CD&V. Hij geldt als de telecom- en fiscaliteitspecialist van zijn partij.

## Levensloop
Deseyn werd in 1998 licentiaat in de Romaanse talen (Frans en Italiaans) aan de Katholieke Universiteit Leuven. Daarnaast slaagde hij voor de lerarenopleiding secundair onderwijs en HOBU en in 2000 voor een aanvullende opleiding media- en informatiekunde. Hij was van 1998 tot 2000 persmedewerker van de Franse ambassade te Brussel en van 2000 tot 2002 arrondissementeel secretaris van de CD&V. 
In oktober 2002 werd Deseyn lid van de Kamer van volksvertegenwoordigers voor de kieskring Kortrijk-Roeselare-Tielt. Vanaf de verkiezingen van mei 2003 zetelde hij voor de kieskring West-Vlaanderen, tot in juni 2010. Hij was bij de federale verkiezingen van juni 2010 de stemmenkampioen onder alle opvolgers van het land. Met ruim 17.000 voorkeurstemmen deed geen enkele opvolger beter op alle lijsten in België. Door het langdurige uitblijven van een nieuwe regering kon hij echter niet snel terugkeren naar de Kamer, waardoor hij in januari 2011 aan de slag ging als assistent-uitvoerend directeur bij het financiële dienstverleningsbedrijf Ernst & Young. In december 2011 vertrok hij daar alweer om na de installatie van de regering-Di Rupo federaal staatssecretaris Hendrik Bogaert op te volgen in de Kamer. Ditmaal bleef Deseyn Kamerlid tot aan de federale verkiezingen van mei 2019, waarbij hij niet meer werd verkozen.
Als financiën- en telecomspecialist vertolkte Deseyn het standpunt van CD&V inzake fiscaliteit en cyberveiligheid. Zo zat hij voor zijn partij de studiewerkgroep financiën/fiscaliteit voor. Deseyn maakte ook het voorwerp uit van de brief die voormalig Belgacom-CEO Didier Bellens schreef aan CD&V-Voorzitter Wouter Beke. Deseyn zou te veel en te kritische vragen gesteld hebben bij het functioneren van Belgacom en haar toenmalig CEO.  Het kritische parlementair werk luidde uiteindelijk mee het ontslag van Bellens in op 15 november 2013. Daarnaast kon internationale betrekkingen op zijn belangstelling rekenen en vertegenwoordigde hij het federale parlement in de Parlementaire Vergadering van de Raad van Europa, de Parlementaire Assemblee van de NAVO en de Parlementaire Assemblee van de Organisatie voor Veiligheid en Samenwerking in Europa. Als ondervoorzitter van de 'Parlementairen voor de 2030 agenda' ijverde hij tevens voor de internationale implementatie van mensenrechten.
In 2018 behaalde Deseyn aan de Kulak de mastergraad in de rechten. In navolging hiervan ging hij na afloop van zijn parlementaire loopbaan aan de slag als advocaat in fiscaal recht, verbonden aan de balies van West-Vlaanderen en Brussel. Tevens werkte hij van februari tot september 2020 als adviseur op het kabinet van  toenmalig minister van Binnenlandse Zaken Pieter De Crem en werd hij in april 2020 toezichthouder van de Vlaamse regering bij de publiek-private samenwerking voor scholenbouw Scholen van Morgen.
Op lokaal politiek niveau werd Deseyn in oktober 2006 verkozen tot gemeenteraadslid van de stad Kortrijk. Hij bleef dit tot eind 2024 en was bij de gemeenteraadsverkiezingen van oktober 2024 niet langer kandidaat.
In 2019 werd hij benoemd tot officier in de Leopoldsorde.